# Св. св. Теодор Тирон и Теодор Стратилат (Добърско)
„Св. св. Теодор Тирон и Теодор Стратилат“ е православна църква от 1614 година, разположена в разложкото село Добърско, България. Църквата, в която има запазени изключително ценни стенописи, е национален паметник на културата.

## Архитектура
Ктиторският надпис в храма гласи, че ктиторът Хасия Богданов, след като посетил Йерусалим, се върнал в селото и построил храма в 1613 – 1614 година.
Архитектурата на храма е повлияна от църковната архитектура в Мелнишко и Егейска Македония. Църквата е с малки размери – 8,37 m дължина, 6,5 m широчина, 5,2 m височина. В архитектурно отношение храмът е трикорабна базилика. Входът е от запад. Апсидата на изток е полуцилиндрична и не излиза отвън. В нея има три малки прозореца – два на южната и един на северната страна. Три малки кръгли прозореца има и горе на източната стена.
На запад откритият трем в XIX век е бил заменен от нов открит притвор с масивна стена на запад, който от своя страна в началото на XX век е заместен с преддверие от зидан камък.
Градежът е от обработени камъни, като в горните части, особено на изток около кръглите прозорци има украса с тухли – двуредов тухлен корниз тип „вълчи зъби“ и обрамчване на кръглите прозорци. Покривът е двускатен, като покритието първоначално е било с каменни плочи, заменени по-късно с турски керемиди.
Във вътрешността трите кораба са разделени от четири големи стъпала с аркада върху тях.

## Интериор

### Стенописи
Живописната украса на храма, която покрива всички вътрешни стени и западната фасада, е от 1614 година. Подпис на зографите няма, но те са от школата на Пимен Зографски. На западната стена на южния кораб е ктиторският портрет с шест лица – най-богатият в българското изкуство от цялата османска епоха. Имената на дарителите са в поменик на северната страна на протезиса. В средния кораб са Великите празници, а в страничните – Страстите Христови, сцени от следпасхалния цикъл, Божествена литургия и старозаветни сцени. В свода на централния кораб са четири изображения на Христос – От Възнесението, Емануил, Вседържител, Ангел от Великия Съвет, както и Богородица Ширшая небес. Сред останалите светци са Прохор Пчински, Йоаким Сарандапорски, Гавриил Лесновски, Никола Нови Софийски, Наум Охридски. Патронните светци са на западната фасада, в широка арка над вратата. В две арки встрани са Свети Димитър и Свети Георги на коне. Под тях са Свети Йоан Рилски и Света Петка Българска, но изображенията им са повредени. Надписите са на църковнославянски.
Между гърдите на престолната икона на Христос (1614) е изписано на славянски „Илия“ и на този зограф Илия се приписва живописта в храма. Според Виктория Поповска-Коробар възможно е Илия да е първият зограф от Сливнишкия манастир (1606/1607), тъй като почеркът е същият. Илия Зограф може би съвпада с Илия, автора на стенописите в „Свети Архангели Позерски“ в Костур и с автора на престолната икона на Христос в „Свети Димитър“ в Битуша (1622).
Стенописите са реставрирани в периода 1973 – 1978 г. от реставратора Петър Попов и архитект Златка Кирова.

### Иконостас
Иконостасът е от много рядък тип – зид с два входа, върху който има монтирани икони и резбована венчилка. Единственият паралелен на него е по-късният иконостас от Пустинския манастир, Сърбия. Незаетите от икони части, както и гърбът на иконостасния зид са изписани. На царските икони на иконостаса са отбелязани имената на главните дарители. Иконите са „Архангел Михаил“, „Богородица с Младенеца“, „Христос Вседържител“, „Йоан Предтеча“, „Св. св. Теодор Тирон и Теодор Стратилат“. Над царските икони има орнаментален фриз с ширината на централния кораб и над него са дейсисните икони в цял ръст. Над тях е венчилката, която е резбована и под кръста има две змии, от чиито уста излиза пищен растителен орнамент. С резба и позлата са украсени и царските двери, на които отгоре има двама пророци, в средата е Благовещението, а отдолу четирима отци на Църквата. По оформление, иконография и стил те приличат на дело на Пимен Зографски и на ателието му в Зограф. Сходен например е дейсисният чин от Слепченския манастир.
От оригиналния инвентар е запазен резбован и изписан хоругвен кръст.
- Стенописи, 1614 г.
- Преображение Господне, северната дъга и стена на средния кораб
- Причастие на апостолите
- Св. св. Константин и Елена в централния кораб
- Светците Софроний, Никифор, Яков, Марко, северната дъга и стена на северния кораб
- Христос Вседържител
- Рождество Христово